# Плавниковые острова
Плавнико́вые острова — группа островов в восточной части Карского моря у побережья полуострова Таймыр. Два крупнейших острова — остров Круглый и остров Песцовый. Кроме них, в архипелаг входят острова Подкова, Северный Плавниковый, Утиный, Костерина, Баранова, Носатый и другие. Рельеф островов — слабо всхолмленная равнина. Наивысшая точка — гора Круглая (75 м). Острова относятся к территории Красноярского края.